# Bláfjöll
För andra betydelser, se Bláfjöll (olika betydelser).
Bláfjöll är en skidanläggning och bergskedja (vulkaner) på Island. Den ligger runt 20 km sydost om Reykjavik. 
Den startades 1974 med liften "Lilli klifurmús". År 2004 installerades en telemixlift. Kóngsgil var området som startade först i Bláfjöll. Suðurgil var det andra området som startade 1978. Eldborgargil var det sista området som startade 1980.

## Backar
- 6 gröna
- 13 blåa
- 8 röda
- 1 svart

## Liftar
- 1 telemixlift
- 2 stolliftar
- 11 släpliftar